# Стоббе, Лев Георгиевич
Лев Георгиевич Стоббе — советский хозяйственный, государственный и политический деятель.

## Биография
Родился в 1934 году в Уваровском районе Тамбовской области. Член КПСС.
Образование высшее (окончил Новочеркасский политехнический институт и МГМИ им. Носова)
С 1956 года — на хозяйственной, общественной и политической работе. 
- В 1956—1971 гг. — помощник мастера, старший мастер, заместитель начальника электроцеха, помощник начальника цеха по электрооборудованию Магнитогорского калибровочного завода.[1]
- В 1971—1978 гг. — начальник цеха ленты холодного проката Магнитогорского калибровочного завода.[1]
- В 1978—1985 гг. — директор Магнитогорского калибровочного завода.[1]
- В 1985—1989 гг. — первый секретарь Магнитогорского городского комитета КПСС.[1]
- В 1989—1992 гг. — первый заместитель председателя Челябинского облисполкома.[1]
- В 1992—1997 гг. — директор ВНИИМетиза.[1]
- В 1997—2005 гг. — помощник главы администрации г. Магнитогорска.[1]

C 2005 г. — пенсионер.
Делегат XXVII съезда КПСС и XIX партконференции. Почётный гражданин города Магнитогорска (2004).
Умер в Магнитогорске в 2020 году. Похоронен на Левобережном кладбище.